# گیلبرت بیلزکیان
گیلبرت بیلزکیان (انگلیسی: Gilbert Bilezikian؛ ۲۷ ژوئن ۱۹۲۷ – ) نویسنده و استاد اهل فرانسه بود. وی نظریاتی در مورد تعاملات عیسی با زنان ارائه کرده است.
وی ۲۷ ژوئن ۱۹۲۷ در پاریس به دنیا آمد و از دانشگاه پاریس و مدرسه فناوری دانشگاه بوستون فارغ‌التحصیل گشت.